# Ariel Martínez (calciatore 1994)
Ariel Elías Martínez Arce (Melipilla, 10 gennaio 1994) è un calciatore cileno, centrocampista dell'Unión La Calera.

## Carriera
Ha giocato nella prima divisione cilena.

## Palmarès

### Club

#### Competizioni nazionali
- Campionato cileno: 1

Colo-Colo: 2013-2014 (Clausura)